# 内田文吾
内田 文吾（うちだ ぶんご、1970年5月7日 - ）は、日本の男性俳優、声優。大分県出身。血液型はB型。俳協演劇研究所卒業。東京俳優生活協同組合所属。

## 出演

### テレビドラマ
- 大河ドラマ 葵 徳川三代（2000年1月9日〜12月17日、NHK）
- 金曜ナイトドラマ YASHA-夜叉-（2000年4月21日〜6月30日、テレビ朝日）
- テレビ朝日開局45周年記念ドラマ 流転の王妃・最後の皇弟 第1話（2003年11月29日、テレビ朝日）
- 土曜ワイド劇場 法医学教室の事件ファイル23 バス大爆破心中!! 恋人の死体が、自分でバスに乗った!? 疑惑の検事と女医の対決…二つの電流痕の謎（2006年10月7日、テレビ朝日）
- ウルトラマンメビウス 第45話「デスレムのたくらみ」（2007年2月24日、中部日本放送） - KCB社員
- 東京ガードセンター 第11・最終話（2014年6月19日・26日、Dlife）
- きのう何食べた?（2019年） ‐ 矢吹賢一

### 映画
- 爆走デコトラ烈伝（2004年3月6日、監督：桑原昌英、ケイエスエス）

### 舞台
- 「バンク・バン・レッスン」
- 「そんな宿屋」北村想作
- 「イーハトーボの劇列車」井上ひさし作
- 「七人みさき」秋元松代作
- 「地球の秘密」
- 「レンブラントレイ」 - 宇賀 役
- 「おはようドリーム」 - ソンナ 役

### ミュージカル
- 「モグラ達の夢ゲリラ」

### テレビ番組
- 美の巨人たち（テレビ東京）

### テレビアニメ
2004年
- 魁!!クロマティ高校（サダハル）

### 劇場版アニメ
2006年
- トップをねらえ!&トップをねらえ2! 合体劇場版!!（オペレーター）

### ゲーム
2005年
- ロマンシング サガ -ミンストレルソング-（ウェイ = クビン）